# Ватиканский кодекс 354

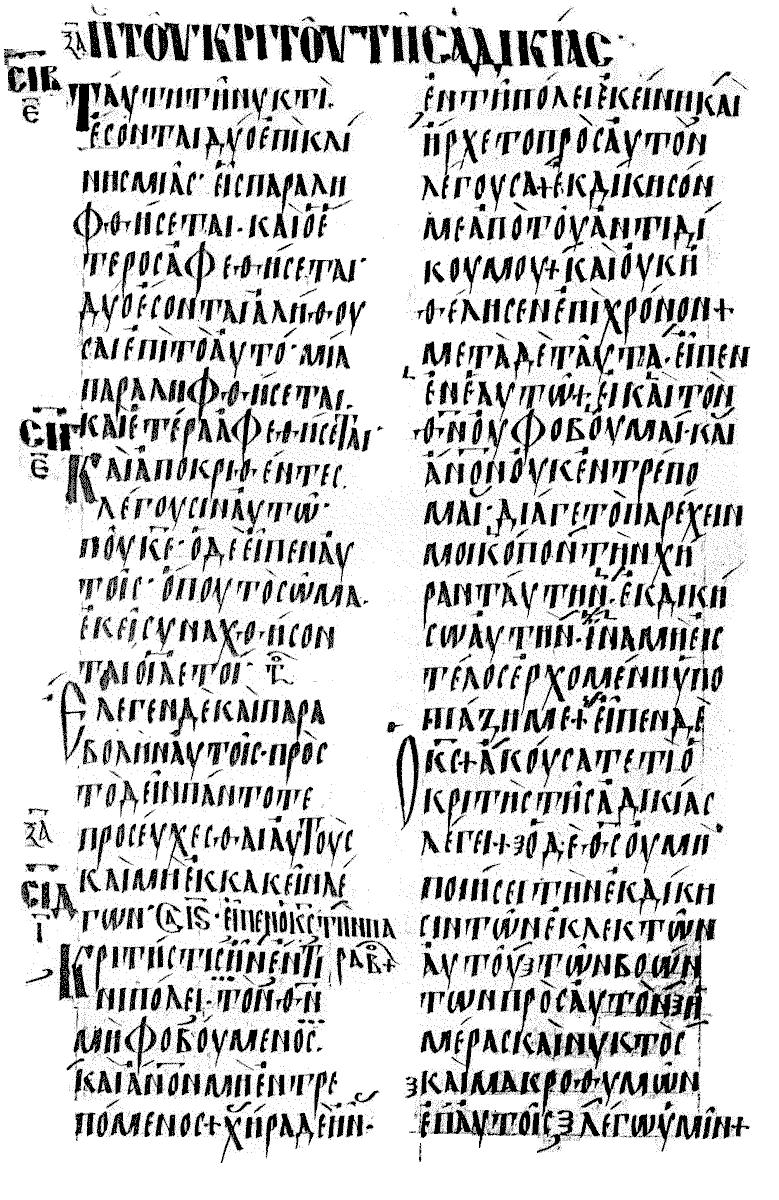
Страница из Ватиканского кодекса 354, Евангелия от Луки (Лк 17:34—18:8), написанного поздним унциальным письмом (949 г.).

Ватиканский кодекс 354 (лат. Codex Vaticanus 354; условное обозначение: S или 028) — унциальный манускрипт X века на греческом языке, содержащий полный текст четырёх Евангелий, на 235 пергаментных листах (36 x 24 см). Название рукописи происходит от места её хранения. 

## Особенности рукописи
Текст на листе расположен в две колонки, 27 линии в колонке. Греческие унциалы похожи на славянские буквы (кириллицу). 
Это одна из четырёх древнейших рукописей с датой в колофоне это единственная существующая унциальная рукопись Нового Завета на греческом, которая имеет точную дату. В колофоне рукописи указано, что она была написана в 6457 году от сотворения мира (= в 949 году). 
Греческий текст рукописи отражает византийский тип текста. Рукопись отнесена к V категории Аланда.
В настоящее время рукопись хранится в Ватиканской библиотеке (Gr. 354).

## См. также

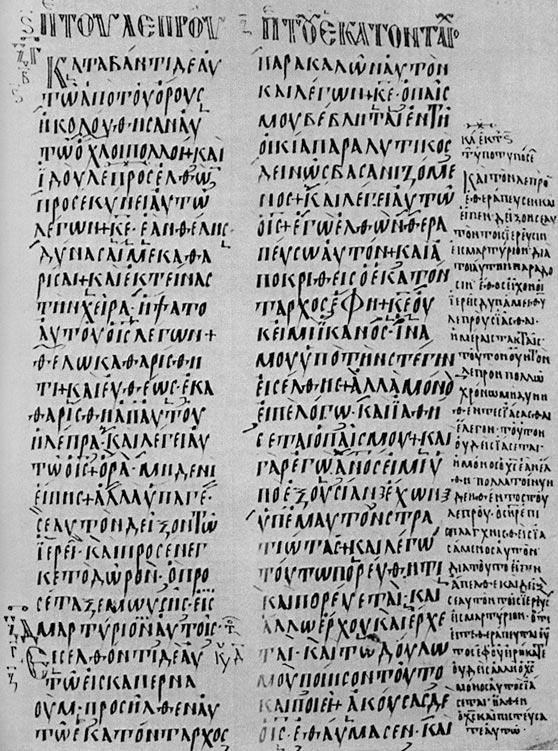
Страница из Ватиканского кодекса 354 Евангелия от Матфея 8:1-10